# Броме
Броме (нем. Brome) — община в Германии, в земле Нижняя Саксония.
Входит в состав района Гифхорн. Подчиняется управлению Броме. Население составляет 3294 человека (на 31 декабря 2010 года). Занимает площадь 36,66 км².
Коммуна подразделяется на 5 сельских округов.

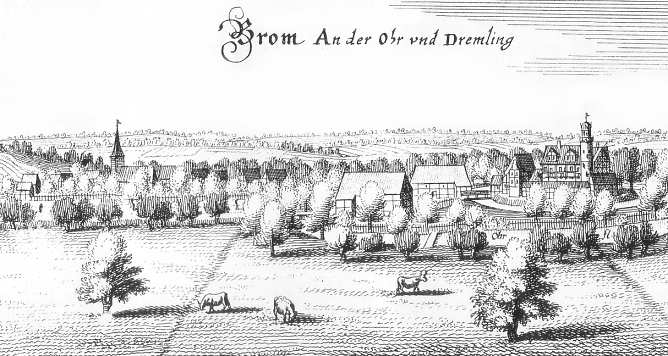
Броме

| Год  | Население |
| ---- | --------- |
| 1990 | 2926      |
| 1995 | 3125      |
| 2000 | 3204      |
| 2005 | 3370      |
| 2010 | 3281      |